# Octavio Hernández Bolín
Octavio Hernández Bolín (10 d'agost de 1964 - 20 de febrer de 2021) fou un periodista, locutor de ràdio, presentador de televisió i productor musical valencià, director de Nuestras Bandas de Música, programa degà de la ràdio dedicat a les bandes simfòniques i que va convertir-se en programa de televisió, pàgina web així com un segell discogràfic, estudi d'enregistrament, productora de televisió i organitzador i enregistrament de certàmens de música i festivals per tot Espanya.

## Biografia
Fill d'Octavio Hernádez Torrado, fundador i primer presentador del programa Nuestras Bandas de Música des de l'any 1988 a la ràdio Popular FM a qui substitueix l'any 2001. Hernádez Bolin fa créixer el projecte iniciat pel seu pare creant contingut al voltant de les bandes per a diversos mitjans de comunicació com a Las Provincias Televisión des de 2003, o Popular TV. A la premsa escrita també tenia una pàgina setmanal al diari Las Provincias.
El 2007 Octavio Hernández impulsà la plataforma web amb el mateix nom de Nuestras Bandas de Música en la qual es recolpil·la una ampla videoteca i fonoteca dels vora 20 anys de trajectòria al voltant de la música simfònica al País Valencià i internacional.
Hernández Bolín formà part del claustre de professors de l'Escola Superior de Música d'Alt Rendiment (ESMAR) des de 2019, centre d'iniciativa privada d'ensenyaments musicals superior pioner al País Valencià. A més a més va rebre diversos reconeixements públics com el premi Euterpe de la Federació Valenciana de Bandes de Música l'any 2007 o de diverses societats musicals valencianes.